# Pietro Ugo delle Favare
Pietro Ugo delle Favare (Palermo, 27 gennaio 1827 – Palermo, 11 gennaio 1898) è stato un nobile e politico italiano.

## Biografia
Marchese delle Favare, Barone di Santa Maria delle Grazie, di Gattaimo e Foresta vecchia. Discendente di un'antica e nobile famiglia siciliana. L'omonimo nonno paterno fu Luogotenente Generale del Regno dal 16 giugno 1824 all'8 novembre 1830 sotto il regno di Ferdinando I e Francesco I delle Due Sicilie. Figlio di Giuseppe Ugo Del Bosco e di Rosalia Ruffo Di Benedetto. Sposò Elisabetta Valguarnera Tomasi, principessa di Niscemi. Fu antiborbonico e sostenne Garibaldi nell'impresa dei Mille. 
Nel 1882, in occasione delle celebrazioni per il sesto centenario del Vespro, ospitò Garibaldi dal 28 marzo al 16 aprile nella sua villa di Palermo, come si legge nella lapide nel muro di cinta di villa Ugo della Favare in via Messina Marine, 195.
Nel 1868 fu eletto deputato del Regno, nelle file della sinistra storica fino al 1870 e poi tornò alla Camera dal 1874 al 1882. Quell'anno fu nominato senatore del Regno.
Fu più volte sindaco di Palermo (26 febbraio 1882-12 gennaio 1885), (12 gennaio 1892-30 dicembre 1893), (25 luglio 1895-28 agosto 1896). Dal 1886 al 1898 fu anche presidente del Consiglio provinciale di Palermo. A lui si deve l’ideazione della strada “rotabile” su Monte Pellegrino, poi realizzata dal protosindaco Pietro Bonanno.